# Албестроф
Албестроф (фр. Albestroff) насеље је и општина у североисточној Француској у региону Лорена, у департману Мозел која припада префектури Шато Сален.
По подацима из 2011. године у општини је живело 638 становника, а густина насељености је износила 33,06 становника/km². Општина се простире на површини од 19,3 km². Налази се на средњој надморској висини од 235 метара (максималној 273 m, а минималној 215 m).

## Демографија
| 1962. | 1968. | 1975. | 1982. | 1990. | 1999. | 2011. |
| ----- | ----- | ----- | ----- | ----- | ----- | ----- |
| 606   | 610   | 568   | 617   | 651   | 639   | 638   |

График промене броја становника у току последњих година